# Onciale 0185
- Papyrus
- Onciale
- Minuscules
- Lectionnaire

Le Codex 0185, portant le numéro de référence 0185 (Gregory-Aland), est un manuscrit du Nouveau Testament sur parchemin écrit en écriture grecque onciale.

## Description
Le codex se compose d'une folio. Il est écrit en deux colonnes, de 24 lignes par colonne. Les dimensions du manuscrit sont 19 x 15 cm. Les paléographes datent ce manuscrit du IVe siècle,.
C'est un manuscrit contenant le texte incomplet de la Première épître aux Corinthiens (2,5-6.9.13; 3,2-3). 
Le texte du codex représenté est de type alexandrin. Kurt Aland le classe en Catégorie II. 
Lieu de conservation
Il est actuellement conservé au Bibliothèque nationale autrichienne (Pap. G. 39787) de Vienne.